# Лий (окръг, Мисисипи)
Вижте пояснителната страница за други значения на Лий.
Окръг Лий (на английски: Lee County) е окръг в щата Мисисипи, Съединени американски щати. Площта му е 1173 km², а населението - 81 913 души. Административен център е град Тюпълоу.